# Piotr Siczek
ks. Piotr Siczek (ur. 31 grudnia 1910, zm. 29 maja 1975) – polski ksiądz katolicki, kapelan 5 batalionu 77 Pułku Piechoty Armii Krajowej.
Ksiądz Piotr Siczek, już po wybuchu II wojny światowej, został wikariuszem w parafii Lack, która była dużym ośrodkiem duszpasterskim w powiecie szczuczyńskim, między Grodnem i Lidą.
Parafia liczyła prawie 5000 wiernych a jej proboszczem był ks. Alfons Borowski (ur. 1892, zm. 1943).
Zaangażował się w działalność partyzancką i został kapelanem 5 batalionu nowogródzkiego 77 Pułku Piechoty Armii Krajowej. Nosił pseudonim "Piotr".